# Mazzarrà Sant'Andrea
Mazzarrà Sant'Andrea é uma comuna italiana da região da Sicília, província de Messina, com cerca de 1.755 habitantes. Estende-se por uma área de 6 km², tendo uma densidade populacional de 293 hab/km². Faz fronteira com Furnari, Novara di Sicilia, Rodì Milici, Terme Vigliatore, Tripi.

## Demografia
| Variação demográfica do município entre 1861 e 2011                               |
|                                                                                   |
| Fonte: Istituto Nazionale di Statistica (ISTAT) - Elaboração gráfica da Wikipedia |